# Friuli Isonzo Riesling
Il Friuli Isonzo Riesling è un vino DOC la cui produzione è consentita nella provincia di Gorizia.

## Caratteristiche organolettiche
- colore: paglierino.
- odore: abbastanza intenso e caratteristico, delicato, gradevole.
- sapore: asciutto, abbastanza di corpo armonico, caratteristico, gradevole.

## Produzione
Provincia, stagione, volume in ettolitri
- Gorizia  (1990/91)  689,75
- Gorizia  (1991/92)  658,67
- Gorizia  (1992/93)  776,57
- Gorizia  (1993/94)  1074,12
- Gorizia  (1994/95)  744,02
- Gorizia  (1995/96)  537,14
- Gorizia  (1996/97)  738,13